# Kwintet
Kwintet (z wł. quintello od quinto, czyli  piąty) – dwuznaczne pojęcie muzyczne:
1. zespół muzyczny pięciu osób;
2. utwór muzyczny dla takiego zespołu.

Kwintety jako utwory mogą mieć formę sonatowową.

## Kwintety instrumentalne
Kwintet to również w orkiestrze grupa instrumentów smyczkowych w składzie: pierwsze skrzypce, drugie skrzypce, altówka, wiolonczela i kontrabas. Kompozytorzy tzw. szkoły mannheimskiej uczynili z niego podstawę orkiestry symfonicznej.
Przykłady innych kwintetów:
- Kwintet dęty – flet, obój, klarnet, róg i fagot;
- Kwintet dęty blaszany – 2 trąbki, róg, puzon, tuba;
- Kwintet z udziałem kwartetu smyczkowego i jednego instrumentu dętego, najczęściej klarnetu;
- Kwintet fortepianowy – dwoje skrzypiec, altówka, wiolonczela i fortepian;
- Kwintet smyczkowy – dwoje skrzypiec, altówka, wiolonczela, kontrabas.

Możliwe są również różne inne zestawienia pięciu instrumentów, jak np. kwintet harfowy – harfa i kwartet smyczkowy.

## Kwintety a rock
Kwintet jest często spotykanym zespołem wśród grup rockowych. Najczęściej jest to:
- poszerzony o wokalistę kwartet rockowy (instrumenty klawiszowe, gitara, gitara basowa i perkusja), np. Deep Purple
- poszerzony o instrumentalistę kwartet rockowy (jak wyżej), grającym na nietypowym dla rocka instrumencie, np.:
  - Yes – harfa, mandolina, lutnia
  - Genesis – flet
  - Jethro Tull – flet, mandolina
  - Kansas – skrzypce